# Афродіта Алексієва
Афродіта Зурмалієва Алексієва — болгарська вчена, археолог і філолог.

## Життєпис
Народилася 22 серпня 1938 року в Созополі. У 1962 році здобула совіту з класичної філології за спеціальністю археологія та музейна справа в Софійському університеті. У 1962—1967 роках працювала музейною працівницею. З 1971 р. — наукова співробітниця Інституту балканістики БАН, з 1972 р. — доктор філологічних наук, з 1988 р. є старшою науковою співробітницею.

## Наукові праці
- «Романи і романи в перекладах з грецької в першій половині XIX століття (до Кримської війни)» (1974)
- «Грецьке просвітництво і формування болгарської ренесансної інтелігенції» (1979)
- «Дві драми в перекладі в епоху Відродження» (1980)
- «Болгаро-балканські культурні зв'язки 1878—1944» (1986, укладач, співавт.)
- Прозові переклади з грецької в епоху Відродження (1987)
- Софроній Врачанський. Твори" (упорядник, поз. 1 — 1989, поз. 2 — 1992)